# Stepan Fedak (wojskowy)

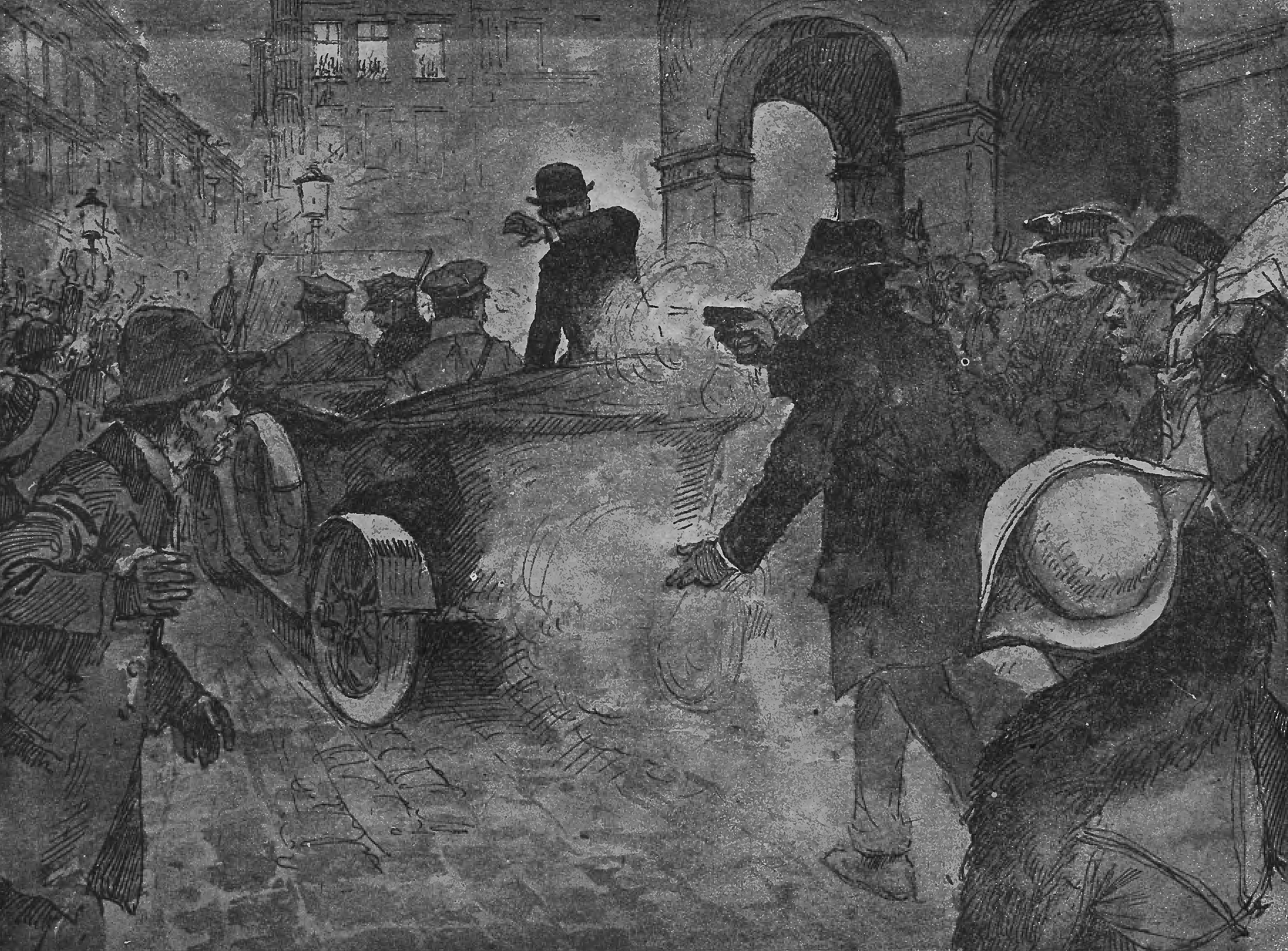
Scena zamachu przedstawiona na okładce „Nowości Illustrowanych”

Stepan Fedak ps. „Smok” (ukr. Степан Федак, ur. 11 maja 1901 we Lwowie, data i miejsce śmierci nieznane) – ukraiński wojskowy, wykonawca nieudanego zamachu na Józefa Piłsudskiego w 1921 roku, w czasie II wojny światowej tajny współpracownik NKWD, a później kolaborant III Rzeszy.

## Życiorys
Był synem lwowskiego adwokata Stepana Fedaka. Ukończył Akademię Wojskową w Wiener Neustadt. Był żołnierzem Legionu Ukraińskich Strzelców Siczowych, następnie walczył w szeregach Ukraińskiej Armii Halickiej i Armii Czynnej Ukraińskiej Republiki Ludowej. W 1920 roku wstąpił do Ukraińskiej Organizacji Wojskowej (UWO).
Jako członek UWO 25 września 1921 roku dokonał we Lwowie nieudanego zamachu na marszałka Józefa Piłsudskiego i wojewodę Kazimierza Grabowskiego, lekko raniąc tego ostatniego. Został zatrzymany w miejscu zamachu i tylko dzięki interwencji policji nie został zlinczowany przez tłum. 
Proces Fedaka i innych ukraińskich działaczy, których oskarżono o zorganizowanie zamachu, toczył się przed sądem okręgowym we Lwowie w październiku i listopadzie 1922 roku. W czasie śledztwa i procesu Fedak zaprzeczał jakoby miał zamiar zabić Piłsudskiego; twierdził, że celem zamachu był wojewoda Grabowski. Ostatecznie wyrokiem z 18 listopada 1922 roku został uznany winnym usiłowania zabójstwa wojewody i skazany na karę sześciu lat pozbawienia wolności. W tym samym procesie skazano jeszcze pięciu Ukraińców, wszystkim jednak zaliczono na poczet zasądzonych kar czas pobytu w areszcie śledczym (4 stycznia 1923 roku zostali oni zwolnieni za kaucją z lwowskiego więzienia przy ulicy Stefana Batorego). Według wspomnień żony marszałka, Piłsudski skutecznie zabiegał o łagodny wymiar kary dla Fedaka. 
Bardzo szybko na mocy amnestii wyrok Fedaka został zmniejszony o jedną trzecią. Latem 1924 roku, na skutek zabiegów jego ojca, władze zgodziły się warunkowo zwolnić skazanego z odbywania ostatnich trzynastu miesięcy kary – pod warunkiem, że przez cały ten czas będzie przebywać poza granicami Polski.
Z dokumentów byłych sowieckich służb specjalnych wynika, że Fedak był przez pewien czas tajnym współpracownikiem NKWD, posługującym się pseudonimem „Bohun”. W latach 1939–1940 miał przebywać w Moskwie, gdzie „był wzywany do organów MSW”.
Następnie związał się z OUN-M. Po rozpoczęciu wojny niemiecko-sowieckiej towarzysząc wojskom niemieckim znalazł się we Lwowie, a następnie w Kijowie. Uczestniczył w śledztwie w sprawie śmierci Omelana Senyka i Mykoły Sciborskiego, liderów OUN-M, których 30 sierpnia 1941 roku zabito w zamachu w Żytomierzu. Podczas masowych egzekucji w Babim Jarze (29–30 września 1941) był tłumaczem Sonderkommando 4a, jednostki odpowiedzialnej za przeprowadzenie masakry kijowskich Żydów. Część źródeł podaje, że zimą 1941/42 roku wraz z tym samym oddziałem przebywał w Charkowie, prawdopodobnie uczestnicząc w egzekucjach tamtejszych Żydów.
Pod koniec wojny zaginął bez śladu w Berlinie.